# Phare de l'île Cabra
Le phare de l'île Cabra est un phare situé sur l'Île Cabra, faisant partie du groupe des îles Lubang, dans la province de Mindoro occidental aux Philippines.
Ce phare géré par le Maritime Safety Services Command (MSSC) , service de la Garde côtière des Philippines (Philippine Coast Guard ).

## Histoire
Le groupe des îles Lubang se trouve à l'extrémité nord-ouest de Mindoro. l'île Cabra, grand récif de corail, est situé à la pointe nord. Une communauté s'y est installée en 1885, l'année où la construction du phare a commencé le 3 mai 1885. Il a été mis en service le 1er mars 1889. Le phare marque le passage vers la baie de Manille ou vers le centre de l'archipel à travers le passage de l'île Verte, l'une des routes maritimes les plus fréquentées des Philippines.

## Description
Le phare de Cabra fut le premier achevé pendant le programme espagnol de construction de phares aux Philippines. C'était également le premier des cinq phares de premier ordre construits par les Espagnols dans la dernière partie de leur colonisation de l'archipel.
Le phare d'origine, visible jusqu'à 25 milles marins (environ 46 km), était  une tour carrée en maçonnerie haute de 20 m, avec galerie et lanterne, érigée à l'angle ouest de la station. Il est visible sur l'ensemble de l'horizon, sauf vers le reste des îles Lubang et Ambil.
Le phare actuel est une tour circulaire en béton blanc de 20 m dont la lumière fonctionne à l'énergie solaire. Il est érigé à côté de l'ancien qui, depuis sa mise hors service, a été vandalisé
C'est un feu à occultations qui émet, à une hauteur focale de 66 m, un éclat blanc toutes les 5 secondes. Sa portée est de 25 milles marins (environ 46 km).
Identifiant : ARLHS : PHI-030 ; PCG-.... - Amirauté : F2620 - NGA : 14256 .
|                |
| L'ancien phare |

|                                  |
| Localisation de Lubang (Mindoro) |

### Lien connexe
- Liste des phares aux Philippines